# Kreis Bácsalmás
Der Kreis Bácsalmás (ungarisch Bácsalmási járás) ist ein Kreis im Süden des Komitats Bács-Kiskun. Er entstand nach Auflösung der Kleingebiete (ungarisch kistérség) Anfang 2013 aus dem Kleingebiet Bácsalmás (ungarisch Bácsalmási kistérség) und Teilen des Kleingebiets Baja (ungarisch Bajai kistérség). Der Kreis grenzt im Süden mit 5 Gemeinden (Bácsborsód, Katymár, Madaras, Kunbaja und Csikéria) an Serbien. Kreissitz ist die größte und einzige Stadt Bácsalmás, die etwa ein Drittel der Kreisbevölkerung beherbergt.

## Gemeindeübersicht
| Gemeinde        | Status       | Herkunft Kleingebiet | Einwohnerzahl | Einwohnerzahl | Einwohnerzahl | Fläche     | Bevölkerungs- dichte (Ew./km²) |
| Gemeinde        | Status       | Herkunft Kleingebiet | 01.10.2011    | 01.01.2013    | 01.01.2016    | 01.01.2016 | Bevölkerungs- dichte (Ew./km²) |
| --------------- | ------------ | -------------------- | ------------- | ------------- | ------------- | ---------- | ------------------------------ |
| Bácsalmás       | Stadt        | Bácsalmás            | 6.753         | 6.811         | 6.496         | 108,32     | 60,0                           |
| Bácsbokod       | Großgemeinde | Baja                 | 2.676         | 2.656         | 2.499         | 63,93      | 39,1                           |
| Bácsborsód      | Gemeinde     | Baja                 | 1.183         | 1.179         | 1.115         | 77,52      | 14,4                           |
| Bácsszőlős      | Gemeinde     | Bácsalmás            | 346           | 349           | 355           | 38,83      | 9,1                            |
| Csikéria        | Gemeinde     | Bácsalmás            | 866           | 868           | 822           | 25,84      | 31,8                           |
| Katymár         | Gemeinde     | Bácsalmás            | 2.053         | 1.951         | 1.762         | 71,09      | 24,8                           |
| Kunbaja         | Gemeinde     | Bácsalmás            | 1.552         | 1.562         | 1.510         | 33,72      | 44,8                           |
| Madaras         | Gemeinde     | Bácsalmás            | 2.936         | 2.903         | 2.823         | 49,31      | 57,3                           |
| Mátételke       | Gemeinde     | Bácsalmás            | 468           | 476           | 486           | 27,93      | 17,4                           |
| Tataháza        | Gemeinde     | Bácsalmás            | 1.261         | 1.228         | 1.196         | 26,10      | 45,8                           |
| Kreis Bácsalmás |              |                      | 20.094        | 19.983        | 19.064        | 522,59     | 36,5                           |